# マナーティ
マナーティは、東日本高速道路（NEXCO東日本）が、2010年から始めたマナー向上キャンペーン「HEARTFUL HIGHWAY」のキャラクター。「みんなに高速道路のマナーを知ってもらうために生まれた、マナティに似た不思議な生き物」のオスと設定されている。いわゆるゆるキャラのひとつである。体色は水色。ウェブ上にあるクイズゲームなどの台詞では、語尾に「もきゅ」とつくことがある。
NEXCO東日本管内の高速道路のサービスエリア、パーキングエリアに掲出されるポスター、新聞広告、月刊小冊子『Highway Walker』などに登場するほか、着ぐるみが各地のイベントに登場している。

## イカンザメ
マナーティが登場するポスターなどでは、マナーに反する行為をするキャラクターとしてサメに似た生き物「イカンザメ」が登場することが多い。体色は薄い赤色。ウェブ上にあるクイズゲームなどの台詞では、語尾に「シャシャシャ」とつくことがある。